# Братское (Чечня)
Бра́тское (чечен. Ломаз-Юрт) — село в Надтеречном районе Чеченской Республики. Административный центр Братского сельского поселения.

## География

Братское сельское поселение на карте Надтеречного района

Является самым западным селом Чечни и расположено недалеко от границы с Моздокским районом Республики Северная Осетия-Алания, на правом берегу реки Терек.
Находится в 18 км к юго-западу от районного центра села Знаменское, в 105 км к северо-западу от города Грозный и в 24 км от железнодорожной станции Ищерская.
Ближайшие населённые пункты: на северо-востоке — сёла Гвардейское на востоке, Октябрьское на северо-западе и Галюгаевская на северо-востоке.

## История

### В древности
К юго-востоку от села обнаружены древние захоронения. Учёными были исследованы погребения кургана № 2:
- Погребения № 3, 4, 8 — памятники эпохи средней бронзы — III-е тыс. до н. э.

В погребении № 8 обнаружены шесть массивных бронзовых колец, фаянсовые многочастные пронизи, фаянсрвый и бронзовый бисер. В погребении № 3 обнаружены два каменных топора той же эпохи средней бронзы, это единственный случай, когда в древних курганах Северного Кавказа III тыс. до н. э. обнаруживаются сразу два каменных топора. Кроме этих двух погребений, по мнению учёных, к периоду средней бронзы относится и погребение № 4.
- Погребения № 5, 9 — памятники эпохи поздней бронзы.

- Погребения № 1, 2, 7 — памятники эпохи раннего железа — II—I века до н. э.

### XIX— XXI века
Селение Ногай-Мирза-Юрт было основано в 1860 году.
В 1944 году после выселения чеченцев и последующего упразднения Чечено-Ингушской АССР, населённый пункт был переименован в село Братское.
Постановлением Президиума Верховного Совета ЧИАССР от 14 августа 1989 года селу было возвращено ранее переименованное название в форме Ногамирзин-Юрт.
Во время конфликта в Чеченской Республике, указом Джохара Дудаева село было переименовано в Турпал-Юрт. Однако название за населённым пунктом, так и не было закреплено.

## Население
| 1990  | 2002  | 2010  | 2012  | 2013  | 2014  | 2015  |
| ----- | ----- | ----- | ----- | ----- | ----- | ----- |
| 3436  | ↗5042 | ↘5000 | ↗5207 | ↗5330 | ↗5446 | ↗5473 |
| 2016  | 2017  | 2018  | 2019  | 2020  | 2021  | 2023  |
| ↗5532 | ↗5604 | ↘5594 | ↗5632 | ↘5602 | ↗5911 | ↗6017 |
| 2024  |       |       |       |       |       |       |
| ↗6084 |       |       |       |       |       |       |

Национальный состав
По данным Всероссийской переписи населения 2010 года:
| Народ               | Численность, чел. | Доля от всего населения, % |
| ------------------- | ----------------- | -------------------------- |
| чеченцы             | 4954              | 99,08 %                    |
| другие / не указано | 46                | 0,92 %                     |
| всего               | 5000              | 100,00 %                   |

## Тайпы
Тайповый состав села:
- Аллерой
- Бийтарой[25][26]
- Галай
- Дишний
- Зандакой[25][26]
- Сесаной
- Таркхой[25][26]
- Харачой
- Цечой[25][26]
- Цонтарой
- Чермой[25][26]
- Шуоной
- Энгеной[25][26]
- Ялхой[25][26]

## Микротопонимия
В селе и его окрестностях имеются следующие микротопонимы:
- Баьрзнаш — средневековые курганные могильники, к югу от села.
- Кешнаш — кладбище в пределах южной части села.
- Шира кешнаш — заброшенное кладбище у северной окраине села, разрушающееся из-за оползневых процессов.
- Манин саьнгар — ров вырытый братчанами и мюридами по приказу авлия Мани-Шейха Назирова, против казаков в начале 1920-х годов.
- Гӏарсин гӏайре — островок на Тереке, к северо-востоку от села. «Гарси» — редкое чеченское мужское имя.
- Бугӏин некъенан кӏотар — хутор к востоку от села, устаревшее название. Сейчас называют хутор Курбанова или МТС. БугӀин некъе выходцы из тайпа Чермой.
- Къурбан кӀотар — то же, что Бугӏин некъенан кӏотар.
- Элийн мохк — почти во всех сёлах правобережья Терека имеются участки с таким названием. Это плодородные земли были подарены царём военным чиновникам, помещикам, дворянам, казачьим атаманам, горской верхушке.
- Кхуран хи долу чоь — «Лощина, где имеется грушевый источник». К югу от села место с родниковым источником.
- Кӏир боккху чоь — лощина к югу от села, где добывали белую глину.
- Белшин чоь — лощина на южной стороне села. «Белши» — женщина-нарт, персонаж из нахской мифологии.
- Бесиран боьлак — роща из кустарникового леса, к югу от села. «Бесир» — редкое мужское собственное имя.
- Ирбаьхьанан барз — курган к юго-западу от села. «Ирбяхан» — редкое имя.
- Ирзен гӏайре — остров с лесной поляной на Тереке, к северо-востоку от села.
- Оьзаг — пастбище к востоку и югу от села.
- Гӏонжин некъ — дорога выходящая из села с восточной стороны, в сторону полей[27].

- Гӏожакъан Іуьрг — тоннель к востоку от села, уходящий в глубь земли. «Гожак» — нарт из мифологии. Нарты Гожак, Новр и их жёны Сатиха и Белши, часто упоминаются в сказаниях и легендах Надтеречных чеченцев. На Терском хребте и в Алханчуртской долине имеются различные топонимы, связанные с их именами.
- ГӀонжин боьра — лощина на восточной стороне села.

## Инфраструктура
В селе имеются дом культуры, почтовое отделение, детский сад и открытая в 2015 году новая общеобразовательная школа (Братская муниципальная средняя общеобразовательная школа), джума мечеть.

## Известные уроженцы
- Умалат Лаудаев — первый чеченский историк и этнограф[29].
- Курбанов Сайд-Ибрагим Магомедович — министр финансов Чеченской Республики Ичкерия (1997—1999 годы)[30], заместитель министра сельского хозяйства ЧИАССР.
- Мовлад Буркаев (1937—1995) — известный чеченский и советский артист, певец, солист. Народный артист Чечено-Ингушской АССР[31][страница не указана 1399 дней].